# Манастир Ковиљ
Манастир Ковиљ је манастир Српске православне цркве у Бачкој, у АП Војводини (Србија). Налази се поред села Ковиљ близу Новог Сада. Подигнут је у част Светих арханђела Михаила и Гаврила, који се славе 26. јула. Под заштитом је државе од 4. августа 1949. године, као споменик културе.

## Историја
Тачних података о оснивању манастира нема. Према предању улогу оснивача имао је први српски архиепископ Свети Сава у 13. веку, али о томе не постоје никакви историјски извори. Најранији писани спомен налази се у Минхенском псалтиру из 14. века, али без датирања, где се помиње Манастир Привина Глава, у два пописа његових ствари, те заједничка својину са Манастиром Ковиљ, на основу чега се претпоставља да је Манастир Ковиљ првобитно био метох Манастира Привина Глава. Поуздано ce једино може тврдити да је садашњи манастир Ковиљ већ постојао крајем 16. или почетком 17. века. Такође, постоје подаци да је 1651. године осликана стара црква, па се на основу тога, по старим обичајима, претпоставља да је неколико деценија пре тога била изграђена. У последњим деценијама 17. века долази до ратних разарања. Братство, које се налазило расејано по Угарској, са собом је носило вредне књиге и записивало догађаје. У периоду од 1686—1697. године, Турци су у четири наврата рушили манастир. Тек после Карловачког мира 1699, преживели монаси и нови, придошли из Србије, обновили су братство, а стара црква је обновљена 1705-1707.
Данашњи храм је грађен од тесаних камених квадара кречњака сиве боје 1741—1749. Градитељи цркве су били Теодор Коста и Никола Крапић. Током друге половине 18. века црква је украшавана и снабдевана свим потребама и мобилијаром. Године 1758. царица Марија Терезија је манастиру доделила диплому (привилегију), којом су утврђене границе земљишног поседа, са тачним разграничењима од суседног насеља Ковиљског Шанца. Године 1772. Бачки епископ Мојсеј Путник поставио је за архимандрита Јована Рајића, првог модерног српског историчара и богословског писца. Захваљујући оснивању Шајкашког батаљона 1763. године кога су сачињавали највећим делом Срби, сачувана су српска насеља у подручју манастира. У таквој средини манастир се развијао и уживао подршку и помоћ народа у духовном и материјалном погледу. Архимандрит Синесије Радивојевић био је 1805. године у манастирском братству, а игуман манастира 1810. године био је јеромонах Порфирије Петровић.
У току 1849. ратне године, за време Угарске револуције, калуђери са игуманом Ковиља су били приморани да се на брзину повуку у Срем, оставивши готово сву имовину, која је после тога опљачкана. Манастир је тада веома оштећен, а заједно са њим уништено је и његово огромно културно благо. Лазар Томановић је записао да су му монаси 1883. године у олтару показали икону сву бодежима изгрђену, као успомену на страдања 1848. и 1849. године. Он им је рекао да је сличне ствари скоро гледао у свом завичају (Бока которска).
Јула 1850. године манастирска управа је поднела одштетни захтев за оштећену цркву од 100.000 ф. Поверенство је извршило своју процену и понудило далеко мање обештећење. Све цркве су добили исти износ од 810 ф. за набавку црквених утвари. А за оправу и унутрашњи намештај црквени у манастиру, понуђена сума је била неколико пута нижа - само 12.336 ф. Понуђену одштету у укупном износу од 13.146 ф., одобрило је и Министарство ратно у Бечу.
Обнова је спроведена, већ 1850, средствима државе, помоћи од Русије и даровима од народа. Истом приликом разрушен је стари храм живописан фрескама из 1651. године. За нови храм израђен је иконостас чију је дрвенарију и резбарију урадио Јован Кистнер, а за осликавање је ангажован тада млади академски сликар Аксентије Мародић. Живописање се одужило све до 1891. Мародић је храм украсио сценама из Христовог живота, као и копијама из чувених галеријама Бечу, Минхену, Паризу, Риму, Венецији, Напуљу. Позлату иконостаса урадио је позлатар Лудвиг Тауш 1890. године .
Први светски рат је манастир прошао неоштећен. После рата је спроведена аграрна реформа, па му земљишни посед у извесној мери смањен, а 1933. манастир је остао женски (одн. 1937?). Већ 1941. угарске окупационе власти су опљачкале манастир и протерале калуђерице, тако да су се оне преселиле у Манастир Фенек. Одатле су их пак протерале усташе, тако да је сестринство на крају завршило у Манастиру Св. Петке код Параћина.
Манастир је 1990. поново постао мушки, до тада се о опустелом манастиру старала монахиња Гаврила Бедов.

## Културно благо
Од културнога блага, сачувано је доста слика, укључујући и сликарске радове Уроша Предића, затим иконе различитих вредности, богата библиотека вредних књига и рукописа, збирка музичке литературе, коју је направио Дамаскин Давидович, као и манастирска архива.
Рафаелов цртеж Мајка с децом украден је из Манастира Ковиљ 31. 12. 1971.
У цркви је сахрањен архимандрит Јован Рајић, књижевник и отац српске историографије и генерал-мајор Теодор от Станисављевић, први командант Шајкашког батаљона, Марија, супруга Ђорђа Стратимировића, борца и браниоца Титела и овога краја 1848/1849.

## Братство
Кроз манастир је током његове историје прошло много образованих људи. Знаменит монах био је и Патријарх српски Георгије, који се у њему замонашио, затим Јован Рајић, патријарх Порфирије Перић, епископи Фотије Сладојевић, Андреј Ћилерџић, Јеротеј Петровић и блаженопочивши Јероним Мочевић. Манастир је духовни и културни центар где се током прве половине 19. века редовно јавља претплатнички пункт за куповину књига. Тако су 1809. године популарно дело о открићу Америке набавили: игуман Порфириј Петровић и намесник Симеон Сарајлић.
Братство данас броји 30 монаха, а манастир се убраја у један од најбројнијих мушких манастира у оквиру Српске православне цркве. Готово половина монаха је високообразована. Међу монасима је монах Ермолај, офталмолог. Сви раде на манастирском имању од око 50 хектара. Праве чувени мед од белог босиљка, воћну ракију, коњак и ликер од ораха. Имају манастирски хор, који негује традиционално византијско појање. Такође, праве свеће и израђују иконе. Манастир је у јавности постао познат и по телевизијској емисији "Буквар православља" емитованој на ТВ Нови Сад и РТСу, током скоро десет година, у коју је уређивао игуман манастира — патријарх српски Порфирије, а учествовали су и монаси из Ковиља.

#### Земља живих
Манастирска „Земља живих“ од 2004. године је одредиште младих,који траже помоћ у настојању да се излече од наркоманије. Штићеници ове заједнице бораве непрекидно, од једне до три године, обављајући различите послове и активности. Према речима игумана манастира Порфирија проблем ових младих људи, се не решава само лековима, јер проблем није само хемијске, већ и духовне природе. Пошто у манастиру није било довољно места, пронађен је и додатни простор за смештај ових људи, тако да је 2006. формирана заједница на једном салашу у Ченеју, у којој зависници живе и раде под надзором свештеника, али и других стручних људи. Касније су отворене и куће у Вилову, Брајковцу код Лазаревца и женска кућа у манастиру Успења Пресвете Богородице у Бачком Петровом Селу, а у плану је отварање још кућа. Пројекат "Земља живих" је бесплатан, а средства за живот у заједницама обезбеђују се путем донација.

## Галерија
- Манастир Ковиљ
- Манастир Ковиљ
- Манастир Ковиљ
- Крст на манастиру Ковиљ
- Иконостас и фреске у манастиру
- Поглед кроз капију. 2020. године
- Поглед кроз капију из манастира
- Купола цркве
- Надгробни споменик у порти манастира
- Детаљ
- Унутрашњост манастира
- Фрескопис у ковиљском манастиру
- Детаљ звоника
- Звоник
- Детаљи иконостаса
- Манастир ујутру
- Манастир после кише
- Фотографија манастира из даљине